# Akseli Kokkonen
Akseli Kokkonen (né le 27 février 1984 à Oslo) est un sauteur à ski norvégien. Il a également concouru sous les couleurs finlandaises.

## Palmarès

### Coupe du Monde
- Meilleur classement final: 19e en 2004.
- Meilleur résultat: 5e.